# Fritz Endres
Pour les articles homonymes, voir Endres.
Fritz Endres (né le 15 octobre 1877 à Ebenhausen, mort le 2 mai 1963 à Munich) est un homme politique allemand.

## Biographie
Après avoir été à la Volksschule de Wurtzbourg de 1884 à 1891, Endres suit une formation de chaudronnier jusqu'en 1894. Il exerce ce métier pendant dix ans, notamment dans les chemins de fer de la ville.
Il adhère au SPD en 1895 et est secrétaire de la section de Franconie de 1908 à 1927. De février 1911 à octobre 1918, il est également secrétaire de la fédération des syndicats libres à Wurtzbourg. Il est ensuite administrateur de la section de Wurtzbourg de la Fédération allemande des travailleurs de la métallurgie. En 1911, Endres est aussi conseiller municipal de Wurtzbourg.
De 1912 à 1918 et de 1920 à 1933, Endres siège comme député à la Chambre des députés de Bavière (de).
Il participe à la Première Guerre mondiale de 1914 à 1918.
Après la dissolution de la monarchie en novembre 1918, Endres prend la présidence du conseils d'ouvriers et de soldats de Wurtzbourg. Le 15 décembre 1918, il est envoyé par le cabinet Eisner (de) comme représentant du gouvernement provisoire de Bavière au sein du commandement général du 2e corps d'armée royal bavarois basé à Wurtzbourg. De janvier 1919 à juin 1920, il est député de la 26e circonscription (Franconie) de l'Assemblée nationale de Weimar.
Endres est nommé ministre de la Justice de Bavière (de) en mars 1919 puis en mai ministre de l'Intérieur (de) jusqu'en mars 1920. Il se concentre ensuite sur ses activités de parlementaire et de secrétaire local. Il publie plusieurs articles sur les questions de sécurité sociale et des droits syndicaux, les blessés de guerre et les pensions de retraite.
Endres est placé en détention préventive par les nazis en 1933 et en 1944 et emprisonné au camp de concentration de Dachau.
Le 15 décembre 1959, il reçoit l'Ordre bavarois du Mérite.